# Life Stinks
 Life Stinks és una comèdia estatunidenca dirigida i interpretada per Mel Brooks estrenada el 1991.

## Argument
La pel·lícula conta l'aposta boja d'un multimilionari (interpretat per Mel Brooks) que intentarà viure el major temps possible al barri més pobre, separant-se de les seves riqueses i del seu tren de vida quotidià.

## Repartiment
- Mel Brooks: Goddard Bolt
- Lesley Ann Warren: Molly
- Jeffrey Tambor: Vance Crasswell
- Stuart Pankin: Pritchard
- Howard Morris: Mariner
- Rudy De Luca: J. Paul Getty
- Theodore Wilson: Fumes
- Carmen Filpi: Pops
- Michael Ensign: Knowles
- Matthew Faison: Stevens
- Billy Barty: Willy
- Brian Thompson: Mean Victor
- Raymond O'Connor: Yo
- Carmine Caridi: Flophouse Owner
- Sammy Shore: Reverend en el casament
- Frank Roman: Intèrpret espanyol

## Rebuda
La pel·lícula es va estrenar fora de competició al Festival de Canes de 1991.
Aquest rara pel·lícula de Mel Brooks, va ser un fracaso tant des del punt de vista de la crítica com del comercial. Rotten Tomatoes va informar que només el 20% dels critics donaven ressenyes positives basats en 15 entrades. Les positives ho eren pel fet que Brooks intentava un tipus diferent de sàtira més que pel refregit de bromes. La pel·lícula va aconseguir poc a la taquilla, en brut 4.102.526 dólares en els EUA, contra els 13 milions de dòlars de pressupost. Però s'ha guanyat l'etiqueta de pel·lícula de culte per ser una pel·lícula experimental de Brooks, en contraposició a les seves parodies habituals.